# Ravensara montana
Ravensara montana är en lagerväxtart som beskrevs av André Joseph Guillaume Henri Kostermans. Ravensara montana ingår i släktet Ravensara och familjen lagerväxter. Inga underarter finns listade i Catalogue of Life.